# 愛・おぼえていますか
- 飯島真理 > 愛・おぼえていますか
- マクロスシリーズ > 超時空要塞マクロス > 超時空要塞マクロス 愛・おぼえていますか > 愛・おぼえていますか

「愛・おぼえていますか」（あい おぼえていますか）は、1984年6月5日に発売された飯島真理の3枚目のシングル。アニメ映画『超時空要塞マクロス 愛・おぼえていますか』の主題歌。
同年、第7回アニメグランプリアニメソング部門・女性歌手部門、および第2回日本アニメ大賞主題歌賞を受賞。2019年にNHKが行った『全マクロス大投票』において、歴代マクロスシリーズの歌部門第1位に選出された。

## 背景
飯島は歌手デビュー前にテレビアニメ『超時空要塞マクロス』で架空のアイドル歌手リン・ミンメイ役の声優に挑戦し、作中で架空のポップソングを歌い人気を博した。1984年夏に公開された劇場作『超時空要塞マクロス 愛・おぼえていますか』でもミンメイ役を演じ、主題歌である本曲をリリース。飯島は『ザ・ベストテン』などの音楽番組に出演したほか、ラジオリクエストやすかいらーくの映画タイアップCMでも流された。
飯島は自身のアルバムでセルフカヴァーしており、オリジナルのほかにベストアルバム『The Classics』（1993年）『Best of The Best』（1995年）収録バージョン、企画アルバム『MARI IIJIMA sings LYNN MINMAY』（2002年）収録ヴァージョンが存在する。また、カヴァーされる機会も多く、バラードからダンスミュージックまで多様にアレンジされている。
2009年10月に幕張メッセイベントホールで開催された『マクロスクロスオーバーライブ』の初日10月17日は、奇しくも作曲を担当した加藤和彦の訃報が報道された日であった。公演が始まる前に既にスタッフは事態を把握していたが、ライブへの影響を考え、飯島本人には公演終了後に知らされた。翌18日の公演では、飯島が弾き語りの前に観客に事態を説明し、当時アニメグランプリを受賞した時の加藤との思い出などを語り、「皆もこの曲で加藤さんにハローといってください」と呼びかけ、会場の観客とともに合唱した。

## 制作

### 愛・おぼえていますか
テレビシリーズのミンメイの歌は阿佐茜作詞、羽田健太郎作曲だったが、本曲ではヒットメーカーの加藤和彦・安井かずみ夫妻が起用された。タイトル決定前の仮題は「愛の通信」だった。
本曲はイメージソングとしてのアニメ主題歌とは異なり、劇中歌として作品のテーマに深く関わっている。作品世界の中では、「50万年前に滅びた異星人プロトカルチャーの遺跡から発掘された、彼らの社会における流行歌」と設定されている。この太古のラブソングがミンメイの歌声で甦り、男性種族ゼントラーディと女性種族メルトランディに文化の尊さを遺伝子レベルの記憶から思い出させ、両種族の抗争を終結へと導く。映画の制作中、この歌に合わせて決戦シーンが展開されるラストパートのシナリオは、曲が出来上がるまで保留されていた。共同監督の河森正治は「既にイメージしていたシーンのアイデアを作曲サイドに伝え、作画の意図から間奏の長さも指定した。完成した曲を聴いて、『ああ、この映画はこれで出来たな』と思ったのを覚えています」、「あの曲とは違うものが上がってきた場合は、まったく違う展開になっていたでしょうね」と語る。
作中で使用されているのは約6分半のロングバージョンで、EP盤の片面に収まりきらないため、シングルには間奏パートを短くしたバージョンを収録している。1993年に8cmCDシングル化された際も短縮バージョンのままとなっており、ロングバージョンは他の企画アルバムに収録されているが、飯島真理名義のアルバムにロングバージョンが収録されたことはこれまで一度もない（「収録盤」を参照）。
のちの「マクロスシリーズ」の後継作品でも、『マクロス7』のミレーヌ・ジーナス（歌 - 桜井智）、『マクロスF』のランカ・リー（歌 - 中島愛）、『マクロスΔ』のワルキューレ（歌 - JUNNA、鈴木みのり、安野希世乃、東山奈央、西田望見）といった、歴代の歌姫たちによって歌い継がれている。『マクロスF』では異星生物バジュラの母星に攻め込もうとする人類が、アレンジ版の「愛・おぼえていますか〜bless of little queen」で迎え撃たれるという逆説的な描写がある。その他、「マクロスシリーズ」のゲーム作品、『スーパーロボット大戦α for Dreamcast』や『Another Century's Episode2』でも挿入曲として使われている。

### 天使の絵の具
カップリング曲「天使の絵の具」は、飯島が劇場版のために作詞・作曲を手がけた書き下ろし曲で、エンディングテーマとして使用された。A・B面曲とも飯島のサードアルバム『midori』（1985年）をプロデュースする清水信之がアレンジを担当した。映画公開の前に1984年春のコンサートツアーでお披露目されており、このライブ音源はビデオ『noire MARI IIJIMA FIRST CONCERT』やベストアルバム『VARIÉE』に収録されている。ライブでは飯島がMCで「爆発するよ!天使の絵の具」と観客へ呼び掛けてから曲が始まるという流れがあった。
また、飯島のセカンドアルバム『blanche』（1984年3月）には、吉田美奈子によるスローバーテンポにアレンジされたバージョンが収録されている。
映画のエンディングでは「天使の絵の具」の曲に合わせて、戦争終結後のミンメイのコンサートシーンが描かれる予定だった。絵コンテまで出来上がっていたが、制作スケジュールの都合で没になり、黒地にスタッフロールが流れるだけになった。1987年発売のOVA『超時空要塞マクロス Flash Back 2012』で新たにコンサートの映像が作成され、その後の劇場版パッケージでは1番の歌詞部分（「天使の絵の具 part1」）がエンディングに挿入されている。

## 記録
1984年7月の映画公開に先がけ6月5日に発売されると映画のヒットとともに売り上げを伸ばし、オリコンシングルランキング最高7位を2回（1984年8月27日付・9月17日付）、6週連続トップ10入りを果たすヒットソングとなる。1984年の売上は約27万枚（約40万枚との記載もあり）。シングル年間ランキングは38位。
『ザ・ベストテン』における最高順位は8位（1984年9月20日放送回）、飯島は「今週のスポットライト」を含め生放送に3回出演した。
雑誌「アニメージュ」が主宰する第7回アニメグランプリ（読者投票制）ではアニメソング部門と女性歌手部門の2冠を獲得。1985年4月に日本武道館で行われた授賞式には飯島と作曲家の加藤和彦が出席した。また、他のアニメ誌5誌が共催する第2回日本アニメ大賞（審査員制）でも主題歌賞を獲得した。
2019年5月4日にNHK BSプレミアムにて放映された『全マクロス大投票』において、前述の通り「愛・おぼえていますか」は歌部門で第1位に選出。第1位発表とともにスタジオが暗転し、シークレットゲストの飯島が登場して本曲を歌唱した。
2021年5月15日から5月29日にかけて「ねとらぼ調査隊」が実施したアンケート「あなたが一番好きな初代マクロスの楽曲は？」では「愛・おぼえていますか」が第1位、「天使の絵の具」が第2位となり、同年8月29日から9月4日にかけての同サイトによるアンケート「マクロスシリーズで一番好きな歌は？」でも「愛・おぼえていますか」が第1位で、「天使の絵の具」は『マクロスF』の「ライオン」に次いで第3位。2023年1月13日から同月20日にかけての集計結果でも「愛・おぼえていますか」は第1位で、「天使の絵の具」は第8位となった。
2024年2月から3月にかけて雑誌「昭和50年男」、CS番組「歌謡ポップスチャンネル」、音楽サイト「Re:minder」が主宰して投票が行われた「80年代アニメソング総選挙！ザ・ベスト100」では、1位の「Get Wild」（TM NETWORK作、テレビアニメ『シティーハンター』初代EDテーマ）に次いで「愛・おぼえていますか」が2位に選ばれた。

## 収録曲
- 全編曲：清水信之

1. 愛・おぼえていますか
作詞：安井かずみ、作曲：加藤和彦
2. 天使の絵の具
作詞・作曲：飯島真理
3. 愛・おぼえていますか（オリジナル・カラオケ）
  - 8cmCDシングルのみ収録
4. 天使の絵の具（オリジナル・カラオケ）
  - 8cmCDシングルのみ収録

## 収録作品
タイトルが太字の盤にはロングバージョンが収録されている。

### 飯島真理のアルバム
シンガーソングライターとしての創作活動が中心のため、おもにベストアルバムに収録されている。
- VARIÉE（1984年12月5日）
- SUPER（1986年9月5日）
- GOLD（1988年10月21日）
- CD FILE（1989年3月21日）
- The Classics（1993年1月25日）
  - ニューアレンジバージョン。元夫ジェームス・スチューダーとの共同編曲。
- BEST OF BEST（1994年6月25日）
- Best of The Best（1995年2月25日）
  - TV Mixとしてボーカルレスバージョン収録。
- The Ultimate Collection (1983-1985)（2005年4月20日）
- Palette（2007年3月7日）
- midori -Deluxe Edition-(2019年9月25日)
  - 飯島の3rdアルバムの追加ボーナス・トラックとして収録。付属DVDには「愛・おぼえていますか」「天使の絵の具」のPVを収録。

### 「マクロス」関連のアルバム
- 超時空要塞マクロス 愛・おぼえていますか オリジナルサウンドトラック〈音楽編〉（1984年7月21日）
- マクロスSONGコレクション（1985年3月21日）
- 超時空要塞マクロス 飯島真理SONGメモリー ミンメイSINGS FOR YOU（1986年10月21日）
- マクロスSONGコレクションFOREVER（1988年10月21日）
- 超時空要塞マクロス マクロス・ザ・コンプリート（1992年3月21日）
- マクロスソングコレクション（1999年8月4日）
- MARI IIJIMA sings LYNN MINMAY（2002年11月7日）
  - ピアノ弾語りパージョン（新録）
- マクロスSONGコレクション 2002（2002年12月4日）
- <COLEZO!> マクロスソングセレクション（2005年3月24日）
- マクロス25周年記念プロジェクト マクロス・マキシマムBOX!（2007年8月8日）
  - EPジャケットを再現

### 企画アルバム
50音順。
- アイドル・ヒストリー(2) ビクターエンタテインメント篇《20世紀BEST》
- I Love "Idol Index 100"
- I Love "Ballad Number"
- I Love "Graduation Number"
- FM STATION J-POP版
- Eternal Ballads
- EMOTION20周年記念テーマコレクション 〜OVA&劇場編
- オリジナル・アニメソング・スーパーコレクション
- 音故知新 あの一曲から始まった
- 加藤和彦作品集
- 君のうた 僕のうた vol.6
- 恋するバラード〜Woman
- J-POP CAFE
- J-POP fan
- 清水信之 LIFE IS A SONG
- 青春の歌姫たち vol.6
- 続・青春歌年鑑'84 PLUS
- SONGWRITER RENAISSANCE 〜Victor Edition vol.II~
- 第3次スーパーロボット大戦α -終焉の銀河へ- オリジナルサウンドトラック
- DOG RUN!!
- 20世紀ベスト アイドル・ヒストリー ビクターエンタテインメント篇2
- ビクター・レコーディングス 6 1978〜1987
- Beauty J-POP-Victor EDITION-
- flying DOG アニメコレクション テーマソング・アーカイブ 80's PartII
- 僕らのアニメ・ヒッツ
- ミスDJリクエストパレード 1981-1985
- ラブリー・ポップス
- ロマンティック・シングス 〜ニュー・ミュージック・エイジ〜

## カヴァーしたアーティスト
50音順。太字は「マクロスシリーズ」において歌姫役を演じ、またそれに関連してカヴァーした歌手である。

### 愛・おぼえていますか
- I.B.I.S featuring 桜井聖良
  - 『アニメトランス3』（2007年）
  - 『アニメ☆ダンス〜アニソンヒット組曲〜』（2008年）
- アニメタルUSA 『アニメタルUSA W』（2012年）
- 安済知佳 『SUPER J-EURO BEST MIX』（2010年）
- anporin 『ANIME HOUSE PROJECT 〜神曲selection vol.2〜』（2009年）
- 石田燿子 『ウルトラアニメユーロビートシリーズ 美少女MAX』（2001年）
- 今井麻美 『THE IDOLM@STER RADIO TOP×TOP!』（2007年)
- 今井由香（1996年） - 『マクロス7 TRASH』挿入歌
- 岩男潤子 『Anison A to Z』（2013年）
- 上野洋子 『MACROSS THE TRIBUTE』（2002年）
- ELISA 『Rainbow pulsation 〜THE BEST OF ELISA〜』（2012年）
- きっす。 『タッチ・マイ S.P.O.T. Super Pachinko Oriented Tracks』（2012年）
- 佐久間紅美 『新・百歌声爛 女性声優編』（2010年）
- 桜井智
  - 『Mylene Jenius sings Lynn Minmay』（1995年）
  - 『Macross Generation Legend of Eternal songs』（1997年） - 松尾早人編曲のバラード形式
- 桜井智、田村ゆかり （1997年） - 『マクロス・ジェネレーション』挿入歌
- 佐山雅弘 『アニピアノ』（2008年） - ピアノのインストゥルメンタル
- Jessy 『ジェシーのワンダーランド』（2005年）
- 下川みくに 『Review』（2003年）
- SHOW-SKA 『スカニメーションZ』（2007年）
- スクリーンズ 『ムービー☆ガール』（2014年）
- すずみ 『SUPER ANIME REMIX Vol.2』（2009年）
- 東京ブラススタイル 『饗宴ラフレシア〜アニジャズ 2nd note〜』（2006年） - ジャズアレンジのインストゥルメンタル
- トミー新井プロジェクト 『ハウス・アニメーション』（1991年）
- ドルチェ・デ・ムジカ 『Dolce de Musica』（2006年） - クラシックアレンジのインストゥルメンタル
- 中川かのん starring 東山奈央 『「神のみぞ知るセカイ」キャラクター・カバーALBUM 〜選曲:若木民喜〜』（2011年）
  - 東山はワルキューレの一員として再び同曲をカバーしている。後述。
- 中島愛
  - シングル『星間飛行』カップリング（2008年） - 1番の歌詞のみ（デカルチャーエディションsize）
  - 『マクロスF（フロンティア）O.S.T.2 娘トラ☆』（2008年） - 「bless of little queen」バージョン
  - 『マクロスF（フロンティア）VOCAL COLLECTION 娘たま♀』（2008年）
- 中島愛・May'n・ワルキューレ
  - 『デカルチャー!! ミクスチャー!!!!!』(2022年) - 服部隆之編曲アコースティック・オーケストラアレンジバージョン
- 中野美幸 『SPEED ANIME M＠STER -あにそんまぁすたぁ〜☆-』（2009年）
- 泪橋学園女子カバー部 『P!! アニソンかば〜っぽいど NON STOP MIX』（2012年）
- Ne-Ho 『The Best of Cover Ne-Ho』（2009年）
- 橋本潮 『熱烈!アニソン魂 THE BEST カバー楽曲集 TVアニメシリーズ「超時空要塞マクロス」』（2019年）
- 範田紗々『We love goya』(2013年）
- 藤原いくろう 『Eternal Love animation hialing music』（2002年） - ピアノのインストゥルメンタル
- プリシラ・チャン『永遠是你的朋友』（1989年） - 香港の歌手。広東語の歌詞を乗せタイトルを「真情流露」としてカバー。「超時空要塞マクロス 愛・おぼえていますか」香港版（広東語吹き替え）公開時に劇中歌として使用。プリシラ・チャンは、この香港版にてリン・ミンメイの声優も務めた。
- MAKI 『EXIT TRANCE PRESENTS R25 SPEED アニメトランス BEST』（2008年）
- 豆田恵子 『Butterfly effect 3 SORAE』 （2011年）
- MIZUKA 『COVER GIRL』（2008年）
- MUH〜 『ビタミンMUH』（2006年）
- m.o.v.e 『anim.o.v.e 01』（2009年）
- MERDOG 『トランスヘヴンpresents アニトラヘヴン』（2006年）
- 松澤由美 『アニカペラ』（2007年）
- M.O.E. 『キミと一緒ならメロディも勇気になるCD』（2017年）
- 桃井はるこ 『more&more quality RED 〜Anime song cover〜』（2008年）
- 百田夏菜子 『Talk With Me 〜シンデレラタイム〜』（2021年） - ソロコンサートのライブCD
- ラスマス・フェイバー 『ラスマス・フェイバー・プレゼンツ・プラチナ・ジャズ 〜アニメ・スタンダード Vol.2〜』（2010年） - ジャズアレンジのインストゥルメンタル
- Riyoko feat.Silent Jazz Case 『キュア☆ジャズ』（2012年）
- romi 『あのうた2』（2009年）
- W.C.D.A. 『愛・おぼえていますか (HOUSE MIX)』（2011年） - ハウス・ミュージック調のアレンジ
- ワルキューレ（鈴木みのり、JUNNA[注 6]、安野希世乃、東山奈央、西田望見） 『Walküre Trap!』（2016年）

### 天使の絵の具
- かせきさいだぁ 『かせきさいだぁのアニソング!! バケイション!』（2013年）
- 桜井智 『Macross Generation Legend of Eternal Songs』（1997年）
- Jessy 『Jessyのワンダーランド』（2005年）
- 中島愛 『ノスタルジア』（2009年）
- 中島愛・鈴木みのり 中島愛のライブ「中島愛 キャラクターソング・ライブ～FULL OF LOVE!!～」にてデュエットでカバー。非音源。（2020年）
- 天海春香（CV：中村繪里子）『THE IDOLM@STER MASTER ARTIST 3 01 天海春香』（2015年）